# アマンダ・シュル
アマンダ・シュル（Amanda Schull, 1978年8月26日 - ）は、アメリカ合衆国出身の女優。アマンダ・シュールとも表記される。

## 来歴
ホノルル生まれ。
2015年、カサンドラ・ライリー役で『12モンキーズ』へのレギュラー出演を決める。
2018年、カトリーナ・ベネット役で2013年より出演していた『SUITS/スーツ』にシーズン8からのレギュラー昇格が決まる。

## 主な出演作品

### 映画
- センターステージ Center Stage (2000)
- 小さな村の小さなダンサー Mao's Last Dancer (2009)
- J・エドガー J. Edgar (2011)
- リベンジ・リスト I Am Wrath (2016)
- アブダクション Devil's Gate (2017) ※日本劇場未公開

### テレビ
- コールドケース Cold Case (2008)
- ゴースト 〜天国からのささやき Ghost Whisperer (2009)
- ライ・トゥ・ミー 嘘の瞬間 Lie to Me (2009)
- One Tree Hill One Tree Hill (2009-2010)
- BONES Bones (2010)
- プリティ・リトル・ライアーズ Pretty Little Liars (2010-2013)
- HAWAII FIVE-0 Hawaii Five-0 (2011)
- キャッスル 〜ミステリー作家は事件がお好き Castle (2011)
- サイク/名探偵はサイキック? Psych (2012)
- GRIMM/グリム Grimm (2012)
- メンタリスト The Mentalist (2012)
- VEGAS/ベガス Vegas (2012)
- SUITS/スーツ SUITS (2013- )
- NIKITA / ニキータ NIKITA (2013) ※シーズン3第11話ナオミ・シーバー役
- 12モンキーズ 12 Monkeys (2015-2018)
- MURDER IN THE FIRST/第1級殺人 Murder in the First (2016)